# Simon Doria
Simon Doria (en italiano: Simone, en occitano: Symon; fl. 1250-1293) fue un hombre de estado y escritor genovés de la destacada familia Doria. Se destacó como trovador, y seis de sus tensones han sobrevivido hasta el siglo XXI, cuatro con Lanfranc Cigala, uno incompleto con Jacme Grils, y otro con un tal Alberto. Era hijo de Perceval Doria, aunque no del Perceval Doria que también era trovados y que probablemente fuera su primo.

## Identificación
Existen registros que datan de 1253 en Túnez, de un tal Simon Doria que transporta dinero y tela dorada. En 1254 y 1256 se lo menciona como el esposo de una tal Contessina, hermana de Giacomino, de la casa de los margraves de Gavi. En 1257 acepta una suma de dinero en mutuum. En 1267 se ausenta de Génova y fue representado allí por un proxy. Para el 13 de marzo de 1275 ya había fallecido. Obviamente un banquero o comerciante, es difícil identificar a este Simon como el trovador.
Es más probable que el trovador sea el Simon Doria que es mencionado como embajador en Ceuta en un tratado fechado el 6 de septiembre de 1262. Era  podestà de Savona entre  1265-1266. En cuyo caso fue uno de los numerosos podestà-trovadores de los que existen numerosos ejemplos en el siglo XIII, muchos de ellos de Génova. El 13 de enero de 1265 este Simon fue enviado como embajador a Génova a pedido de Tommaso Malocello el futuro podestà de Savona. En 1267 se encontraba nuevamente en Génova, y el 8 de julio firmó un documento ratificando la paz entre los genoveses y los caballeros templarios al mando de Thomas Berard. Este Simon es mencionado por última vez en 1293 cuando se lo designó podestà de Albenga.
Un cierto Simon Doria era dueño de una galera en Génova en 1311. Probablemente este no era el trovador, sino el mismo Simon que quien fue embajador ante el papa en 1271 o 1281. Existen por lo tanto tres posibles Simones de la familia Doria. Es imposible distinguirlos con plena certeza, pero el tensón con Alberto debe haber sido escrito antes de 1250, basado en la referencia que hace al Emperador Federico II en la línea 40, por lo que le más probable es el embajador-podestà de mediados del siglo. Es casi imposible fuera el propietario de barcos de 1311.

## Obras
El tensón con Jacme Grils se ha preservado en dos manuscritos: troubadour MS "O", el cual es una obra italiana del siglo XIV sobre pergamino, designado "Latin 3208" en la Biblioteca Vaticana en Roma; y a1, un manuscrito italiano sobre papel de 1589, actualmente en la Biblioteca Estense en Modena. Su comienzo escrito por Simon dice:
| Segne'n Iacme Grils, e.us deman, car vos vei larc e ben istan e qar per ric pretz sobeiran e per saver es mentaubutz, qe me digatz per q'es perdutz solatz e domneis mal volgutz. | Señor Jacme Grils, recurro a ti, dado que eres liberal y pleno de valor, y rico, prestigioso, elevado, y con una reputación de sabio, explícame porque se ha perdido el placer terrenal y la galantería esconde malas intenciones? |

El tensón con Alberto, posiblemente Alberto Fieschi, N'Albert, chauçeç la cal mais vos plaira, solo se encuentra en un  cancionero denominado "troubadour manuscript T", número 15211 en la Bibliothèque nationale de France, donde se conserva en la actualidad. Originalmente es una obra italiana de finales del siglo XIII. Este tenso es la única obra de la que se puede determinar su fecha en la obra de Simon, gracias a la stanza #5:
| Be.m meravigll, N'Albert, q'en tuta guisa, no m'autreas del plac so q'eu vos dic, qe qan ieu tenc midons senes camisa, l'emperador non evei Federico, q'eu sai q'ell'es blancha e frescha e lisa; | Estoy muy sorprendido, Sir Albert, que en este caso, usted no concuerde con mi punto de vista, que cuando yo abrazo a mi dama sin una camisa- no envidio al emperador Federico I- yo se que ella es blanca y fresca y es bella. |